# فويتشخ رودي
فويتشخ رودي (بالبولندية: Wojciech Władysław Rudy)‏ (24 أكتوبر 1952 بكاتوفيتسه في بولندا - ) هو حكم كرة قدم ولاعب كرة قدم بولندي في مركز الوسط، شارك في الألعاب الأولمبية الصيفية 1976 وكأس العالم 1978. وشارك مع منتخب بولندا لكرة القدم. أما مع النوادي، فقد لعب مع كووبيون بالوسيورا وزاغليبي سوسنويتش.

## مسيرته الكروية
لعب فويتشخ رودي خلال مسيرته الاحترافية مع ناديين في ستة عشر موسمًا وسجل خلالها 20 هدف ضمن 307 مباراة. حيث فاز في موسمين بالكأس ولم يفز بأي دوري.
خاض فويتشخ رودي مسيرته مع نادي زاغليبي سوسنويتش في موسم 1970–71 في المرة الأولى ليلعب معه ثلاثة عشر موسمًا ثم في موسم 1984–85 لمدة موسم واحد، مشاركًا طوالها في 275 مباراة سجل خلالها 13 هدفًا. ثم انتقل إلى نادي كووبيون بالوسيورا في عامي 1983-1985 ولمدة موسمين، حيث شارك في 32 مباراة سجل خلالها 7 أهداف.

## وصلات خارجية
- فويتشخ رودي على موقع الاتحاد الدولي (مؤرشف)  (الإنجليزية)
- فويتشخ رودي على موقع الاتحاد الأوربي (الإنجليزية)
- فويتشخ رودي على موقع قاعدة بيانات كرة القدم.إي يو (الإنجليزية)
- فويتشخ رودي على موقع ناشيونال فوتبول تيمز (الإنجليزية)
- فويتشخ رودي على موقع عالم كرة القدم.نت (الإنجليزية)
- فويتشخ رودي على موقع أوليمبيديا (الإنجليزية)
- فويتشخ رودي على موقع اللجنة الأولمبية البولندية (مؤرشف) (البولندية)